# Acantholeucania loreyimima
Acantholeucania loreyimima är en fjärilsart som beskrevs av Charles E. Rungs 1953. Acantholeucania loreyimima ingår i släktet Acantholeucania och familjen nattflyn. Inga underarter finns listade i Catalogue of Life.